# Пипамперон
Пипамперон (МНН), продаваемый под торговой маркой Дипиперон — это типичный антипсихотик (нейролептик) из семейства бутирофенонов, используемый для лечения шизофрении и в качестве снотворного при депрессии. Он продается или продавался под торговыми марками, включая Дипиперон, Дипиперал, Пиперонил, Пиперонил и Пропитан. Пипамперон был открыт в Janssen Pharmaceutica в 1961 году и прошел клинические исследования в США в 1963 году.

## Медицинское применение
Пипамперон был разработан для использования в качестве антипсихотика (нейролептика) при лечении шизофрении.
Пипамперон может быть полезен в качестве антидота галлюциногенов или «трип-киллера» для блокирования эффектов серотонинергических психоделиков, таких как псилоцибин.

## Фармакология

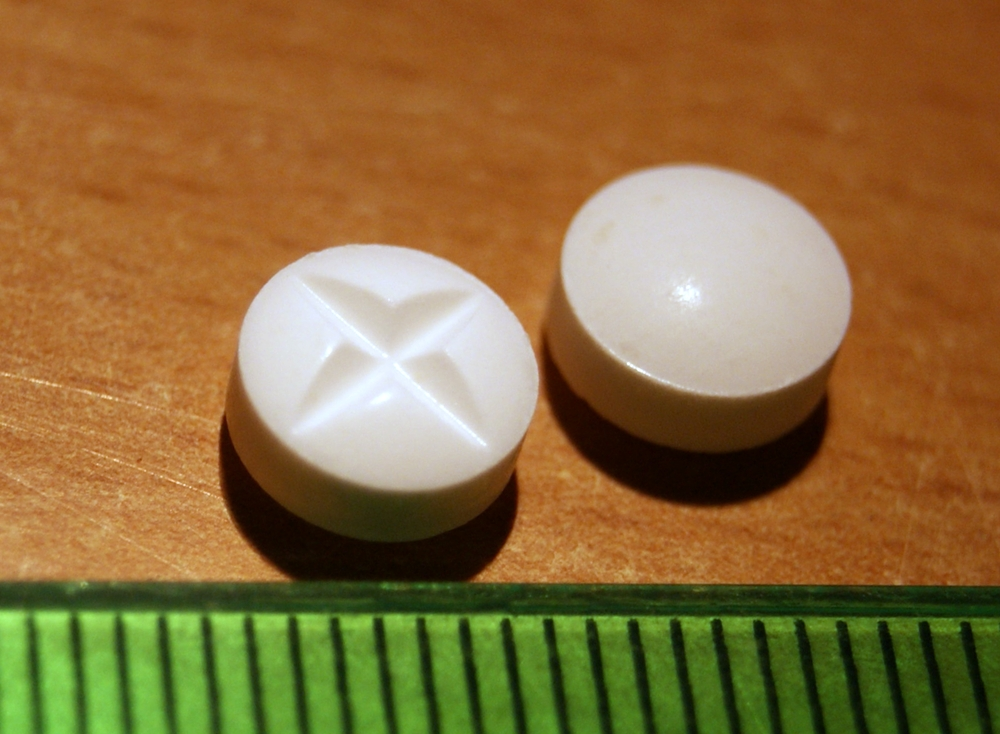
Пипамперон неураксфарм, 40 мг

Пипамперон действует как антагонист 5-HT2A, 5-HT2B, 5-HT2C, D2, D3, D4, α1-адренергических и α2-адренергических рецепторов. Он проявляет значительно более высокую аффинность к 5-HT2A и D4 рецепторам по сравнению с D2-рецептором (в 15 раз выше для D4-рецептора и еще выше для 5-HT2A-рецептора), и считается «высокоселективным» к этим двум участкам в низких дозах. Пипамперон обладает низкой и, вероятно, незначительной аффинностью к H1 и мАХ-рецепторам, а также к другим серотониновым и дофаминовым рецепторам.
Считается, что пипамперон был предшественником атипичных антипсихотиков, если не самим атипичным антипсихотиком, благодаря своему выраженному серотониновому антагонизму. Он также используется для нормализации настроения и режима сна и обладает противотревожным действием у пациентов с неврозами.
| Сайт связывания | pKi  |
| --------------- | ---- |
| D1              | 5.61 |
| D2              | 6.71 |
| D3              | 6.58 |
| D4              | 7.95 |
| 5 HT1A          | 5.46 |
| 5 HT1B          | 5.54 |
| 5 HT1D          | 6.14 |
| 5 HT1E          | 5.44 |
| 5 HT1F          | <5   |
| 5-HT2A          | 8.19 |
| 5 HT5           | 5.35 |
| 5 HT7           | 6.26 |
| α1              | 7.23 |
| α2A             | 6.15 |
| α2B             | 7.08 |
| α2C             | 6.25 |

## Антидепрессивное действие
Обнаружено, что пипамперон в низких дозах (5 мг дважды в день) ускоряет и усиливает антидепрессивный эффект циталопрама (40 мг один раз в день) в комбинации (циталопрам/пипамперон), называемой PipCit (кодовое название PNB-01).